# Josep Goday i Casals
Josep Goday i Casals   (Mataró, 6 de setembre de 1881 - Barcelona, 15 de maig de 1936)

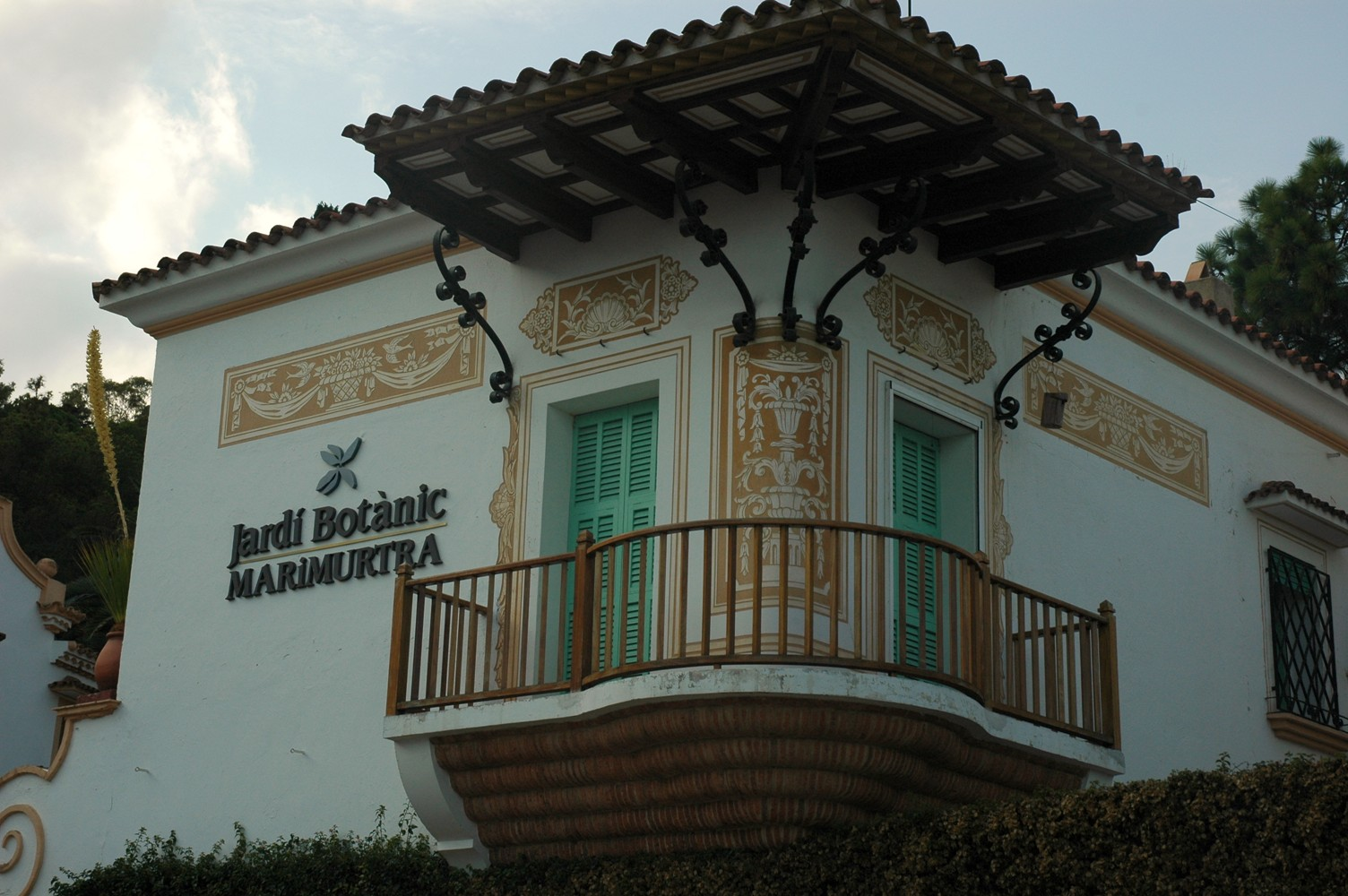
Entrada del jardí botànic Marimurtra, obra de Josep Goday

fou un arquitecte i historiador de l'art català, lligat al Noucentisme.

## Biografia
Llicenciat per l'Escola d'Arquitectura de Barcelona el 1905, el 1909 dissenyà junt al seu mestre, Josep Puig i Cadafalch, l'església neogòtica del Cor de Maria a Buenos Aires.
El 1907 va participar en l'Expedició històrico-arqueològica de l'Institut d'Estudis Catalans a la Vall d'Aran i la Ribagorça, organitzada per l'IEC. Anava acompanyat per Josep Puig i Cadafalch, Josep Gudiol, Guillem Maria Brocà i Adolf Mas.
Projectà les cases dels Barquets i Girbau a Sant Feliu de Guíxols (1910). El 1911 projectà la remodelació i ampliació, mitjançant una segona planta, de l'edifici del Col·legi Valldemia de Mataró, obra de 1856 del també arquitecte Jeroni Boada i Renter. El 1912 treballà en la secció d'Art Modern dels museus de Barcelona. En col·laboració amb Jaume Torres i Grau presentà el projecte, de caràcter historicista, guanyador del concurs per l'edifici de Correus i Telègrafs de Barcelona, que no executaria fins al 1927.
Exercí els càrrecs d'arquitecte municipal de Barcelona i arquitecte en cap de la Comissió de Cultura. Entre 1917 i 1923 projectà els grups escolars de Baixeras, La Farigola, Lluís Vives, Pere Vila, Ramon Llull, Milà i Fontanals i l'Escola del Mar, a Barcelona, en els quals es perceben influències de l'historicisme de Puig i Cadafalch, de qui fou professor ajudant a la seva càtedra d'Història de l'Art. També rebé l'encàrrec de dissenyar l'assentament de les Colònies de Vilamar de Calafell, el 1922, i la seva reforma el 1933. El 1919 portà a terme la restauració de la Casa de l'Ardiaca, seu de l'Arxiu Històric de la Ciutat de Barcelona, i el 1924 amplià l'edifici de la Maternitat.
Amb Jaume Torres i Grau projecta l'edifici de Correus de Barcelona, construït entre 1926 i 1928. El 1929 dissenyà el Pavelló de Barcelona per a l'Exposició Internacional de 1929. Entre les seves últimes realitzacions, destaca el grup escolar Collaso i Gil, erigit el 1932. En col·laboració amb Puig i Cadafalch i amb Antoni de Falguera publicà L'arquitectura romànica a Catalunya (1909-1919).

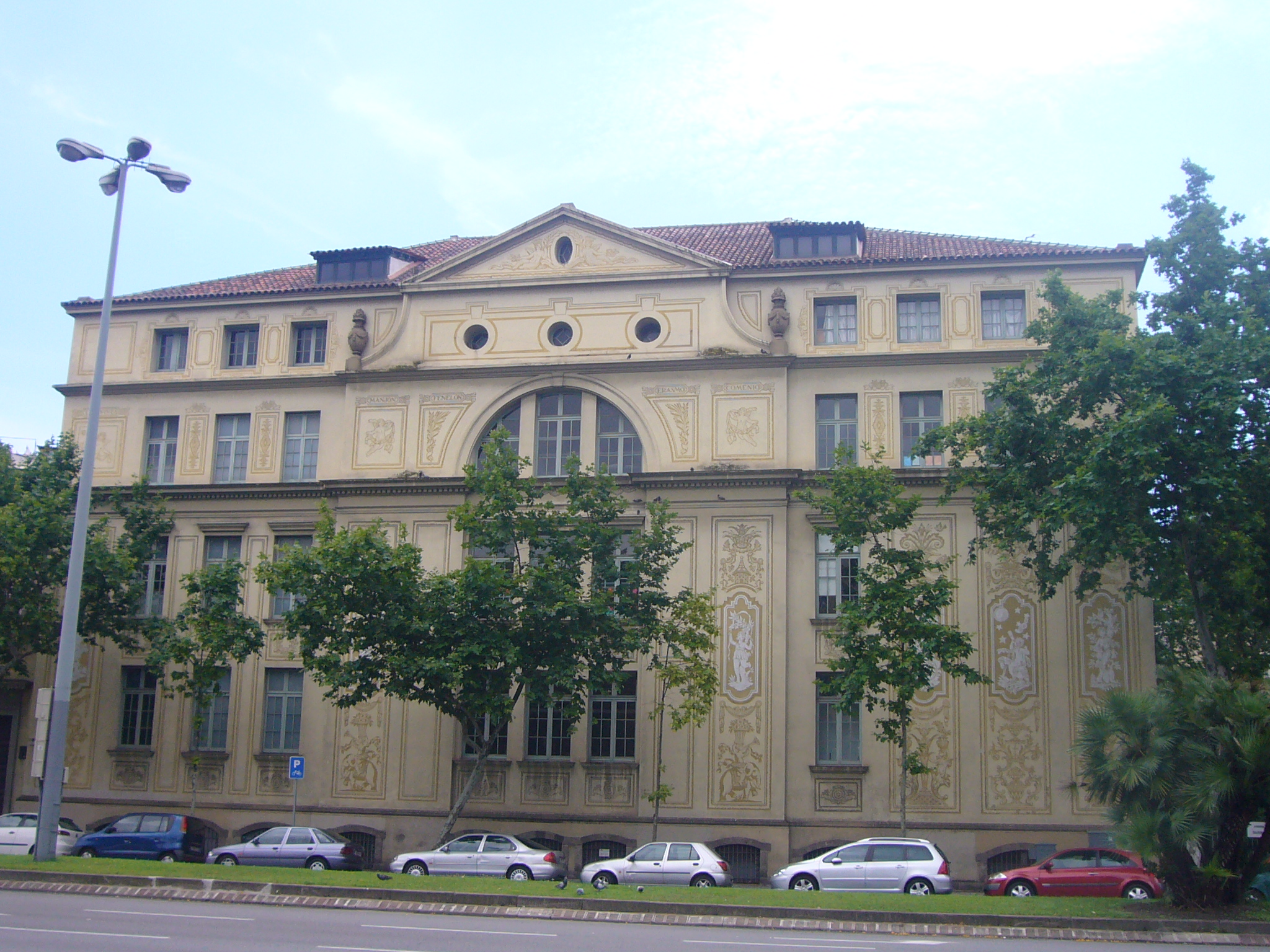
Grup escolar Ramon Llull, a la confluència de l'avinguda Diagonal i el carrer Aragó, Barcelona
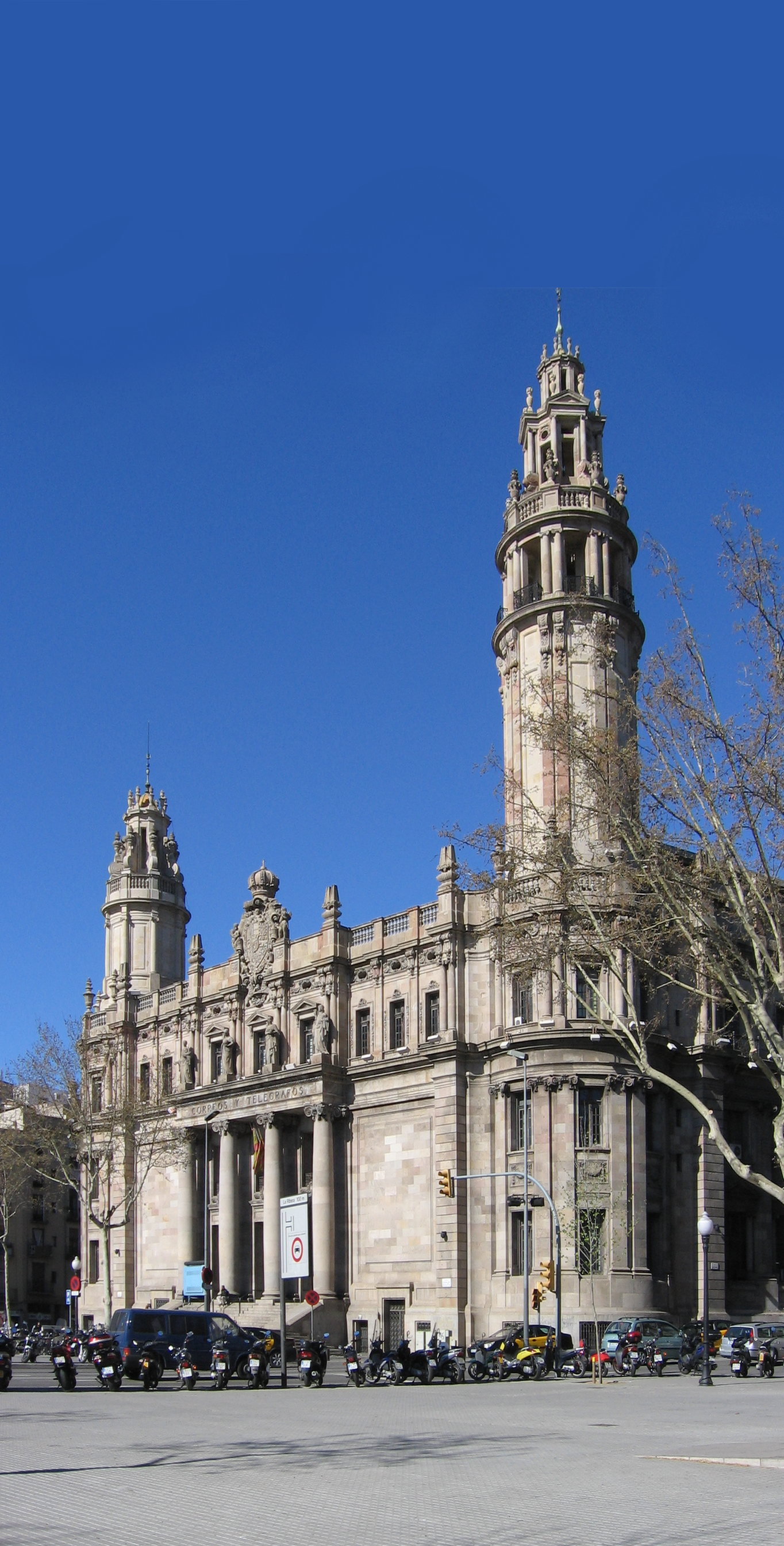
Edifici de Correus, a Barcelona
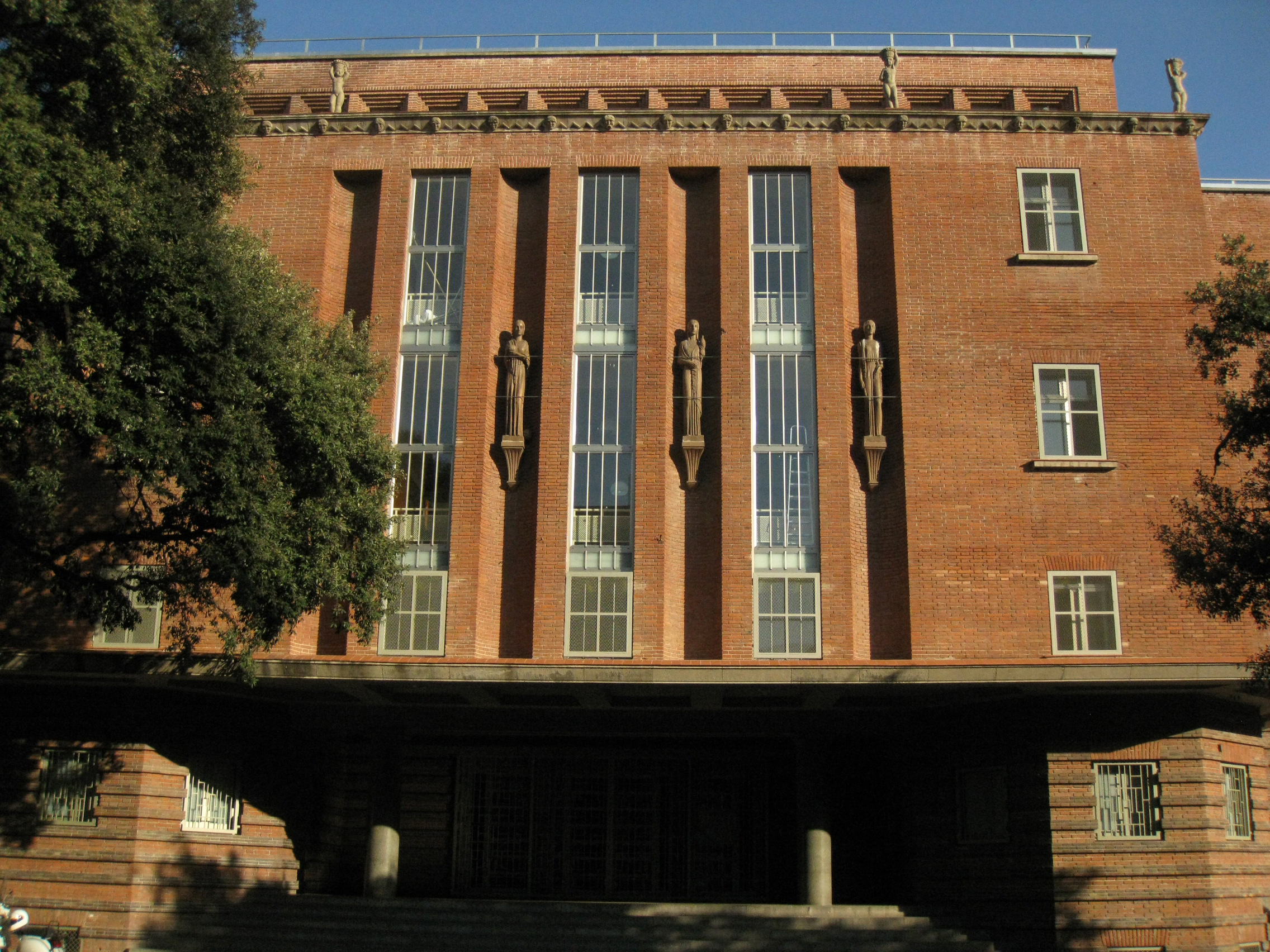
Grup escolar Collaso i Gil, al carrer de Sant Pau, Barcelona
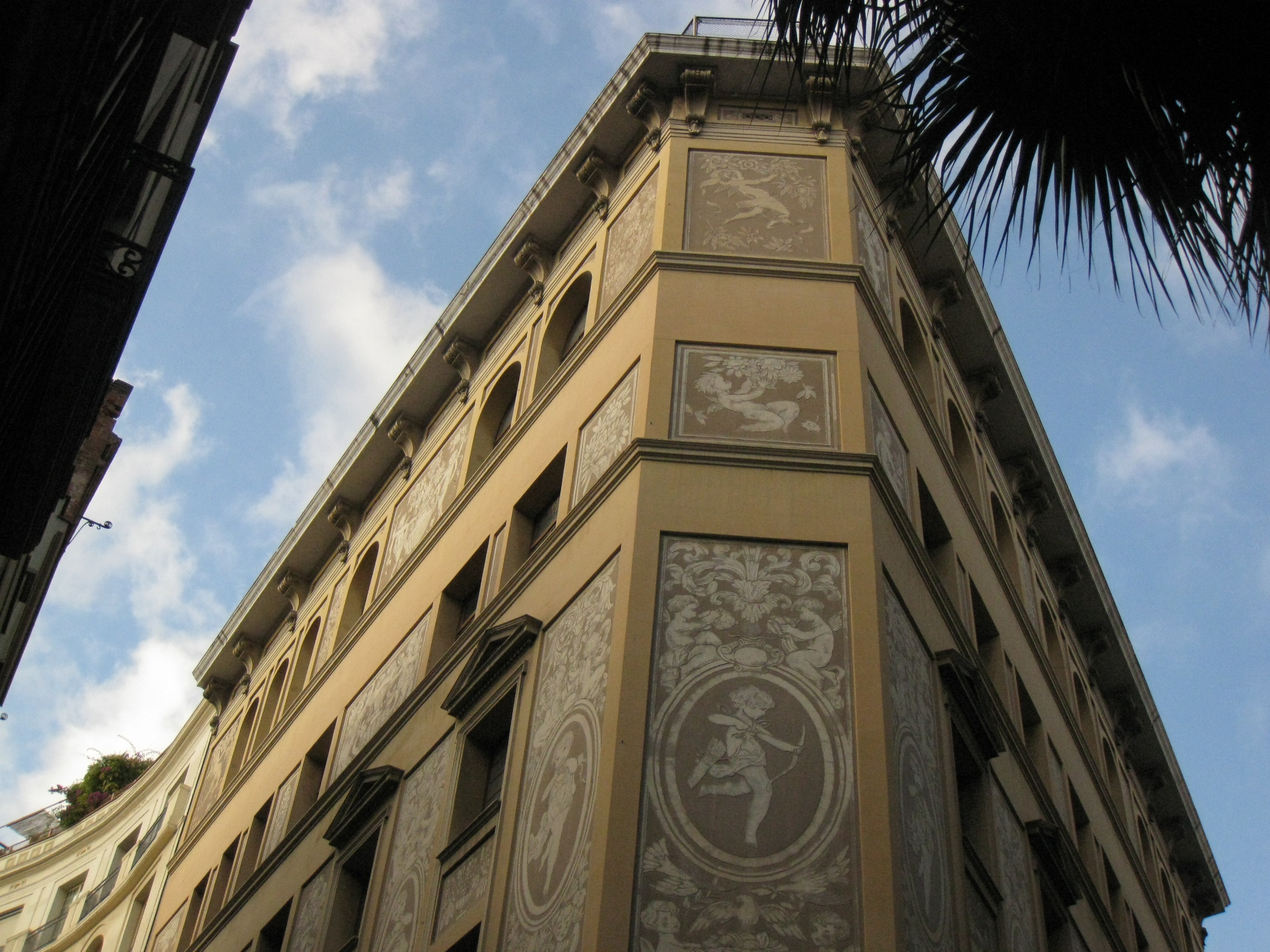
Grup Escolar Baixeras, a la Via Laietana, Barcelona
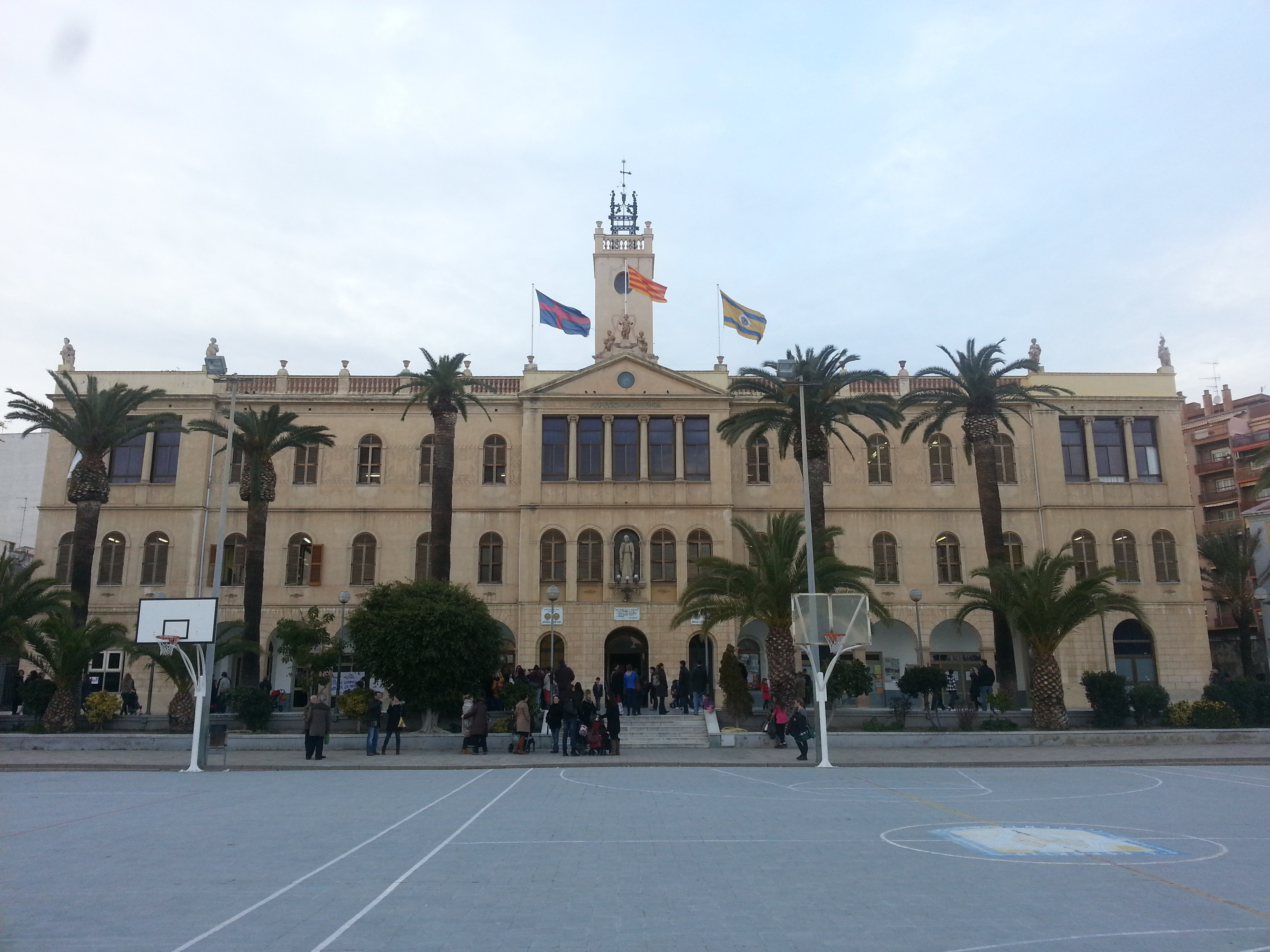
Col·legi Maristes Valldemia, a Mataró